# Tapir de Malaisie
Tapirus indicus
Espèce
Répartition géographique
Statut de conservation UICN

 EN A2cd : En danger
Statut CITES
Le Tapir de Malaisie (Tapirus indicus), aussi appelé Tapir d'Asie ou Tapir à chabraque, est l'une des cinq espèces connues de tapirs.

## Description physique

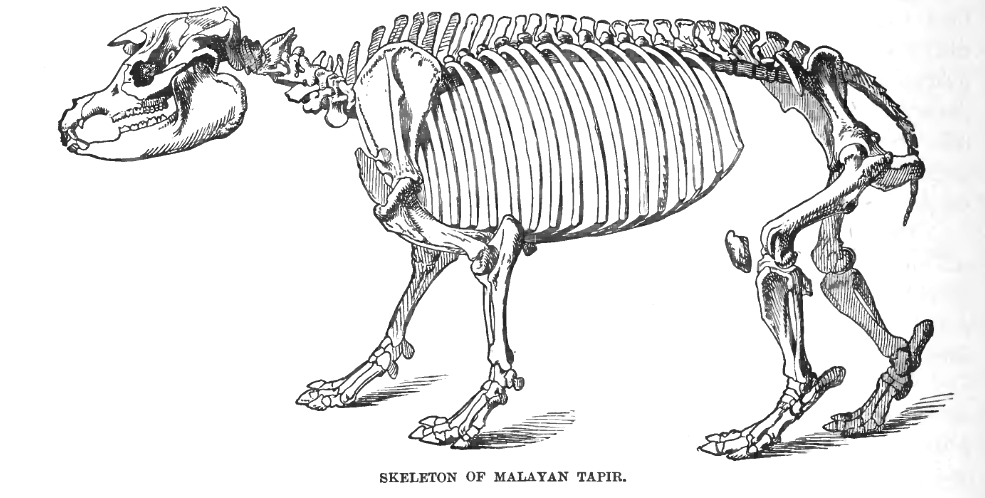
Squelette.

Cette espèce est facilement différenciable des autres par sa grande tache blanche sur le dos et les flancs. Hormis celle-ci, son corps et sa tête sont entièrement noirs, à l'exception du bout des oreilles qui est blanc.
Il peut mesurer entre 1,8 à 2,4 m de long pour une hauteur de 90 à 107 cm. Son poids peut aller de 250 à 320 kg. Cela fait de lui la plus grosse des cinq espèces de tapirs. La femelle est généralement plus grande que le mâle.
Il a une courte trompe préhensile qu'il utilise pour saisir sa nourriture.
Son ouïe et son odorat sont excellents, sa vue est médiocre.

## Cycle de vie

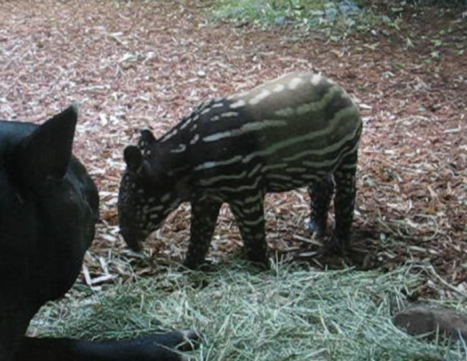
Juvénile.

La gestation de la femelle dure environ 400 jours (autour de 12 mois) et donne un seul petit, d'un poids d'environ 6,8 kg. Comme chez tous les tapirs, le petit est recouvert de rayures durant son enfance, sa coloration si particulière apparaît au huitième mois. Il est allaité pendant un an.
La maturité sexuelle est atteinte à trois ans. La période d'accouplement se déroule durant les mois d'avril, mai et juin. Les femelles ont généralement une portée tous les deux ans.
Dans la nature, son espérance de vie est de 25 ans, et en captivité de 30 ans. 

## Alimentation
C'est un herbivore. Il mange des feuilles, des bourgeons, de petites branches et des fruits. Il se nourrit aussi de racines et de pousses de palmier qu'il ramasse avec sa courte trompe. 

## Habitat
| - Tapir de Malaisie. Parc national de Taman Negara (Malaisie). - Aire de répartition du Tapir de Malaisie. |

Comme tous les tapirs, son habitat de prédilection est la forêt tropicale épaisse et humide. 
Le domaine vital du mâle couvre environ 13 km2 (soit environ  la superficie moyenne d'une commune en France) et chevauche celui de plusieurs femelles. 
Le Tapir de Malaisie vit exclusivement en Asie du Sud-Est, incluant la Birmanie, le Cambodge, l'Indonésie (île de Sumatra), le Laos, la Malaisie, la Thaïlande et le Viêt Nam.

## Prédateurs et vulnérabilité
Vivant principalement dans des pays à majorité musulmane, il est très peu chassé par l'homme car il ressemble à un porc. Ses prédateurs naturels sont le tigre et la panthère.
Cependant, la liste rouge de l'UICN le considère comme en danger en raison de la déforestation qui bouleverse son habitat naturel.
La population des tapirs de Malaisie est évaluée à 2 500 dans la nature et moins de 200 dans les zoos.